# Abdullah Kayapınar
Abdullah Kayapınar (10 de febrero de 1992) es un deportista turco que compite en levantamiento de potencia adaptado. Ganó una medalla de plata en los Juegos Paralímpicos de París 2024, en la categoría de –49 kg.

## Palmarés internacional
| Juegos Paralímpicos | Juegos Paralímpicos | Juegos Paralímpicos | Juegos Paralímpicos |
| Año                 | Lugar               | Medalla             | Categoría           |
| ------------------- | ------------------- | ------------------- | ------------------- |
| 2024                | París (Francia)     | Medalla de plata    | –49 kg              |